# Новомінська
Новомінська — станиця в Канівському районі Краснодарського краю. Центр Новомінського сільського поселення.
Населення — 11,9 тис. мешканців (2002).
Розташована у степовій зоні, на річці Албаши (сточище Азовського моря), за 25 км на північ від станиці Канівської. Залізнична станція Албаши на лінії Тимашевськ (80 км) — Старомінська (24 км).
Підприємства сільського господарства, Албашський елеватор, Албашський консервний завод.
Станицю засновано у 1821.
В станиці діяла одна з перших МТС.

## Відомі люди
- Підгайний Семен Олександрович — український учений, історик, археограф, член-основоположник УРДП, перший з черги державний секретар реорганізованого ДЦ УНР.